# (2881) Meiden
(2881) Meiden (1983 AA1; 1936 FS1; 1936 FZ1; 1953 GP1; 1953 GQ; 1968 UO2; 1975 VL1; 1978 RP5; 1983 AZ1) ist ein ungefähr sechs Kilometer großer Asteroid des inneren Hauptgürtels, der am 12. Januar 1983 vom US-amerikanischen Astronomen Brian A. Skiff am Lowell-Observatorium, Anderson Mesa Station (Anderson Mesa) in der Nähe von Flagstaff, Arizona (IAU-Code 688) entdeckt wurde.

## Benennung
(2881) Meiden wurde nach Meiden, dem Gott der Hasen, Tiere und Wälder aus der Litauischen Mythologie, benannt. Die Benennung wurde vom Minor Planet Names Committee aufgrund eines Vorschlages des US-amerikanischen Astronomen Frederick Pilcher vorgenommen.